# نیازهای ویژه

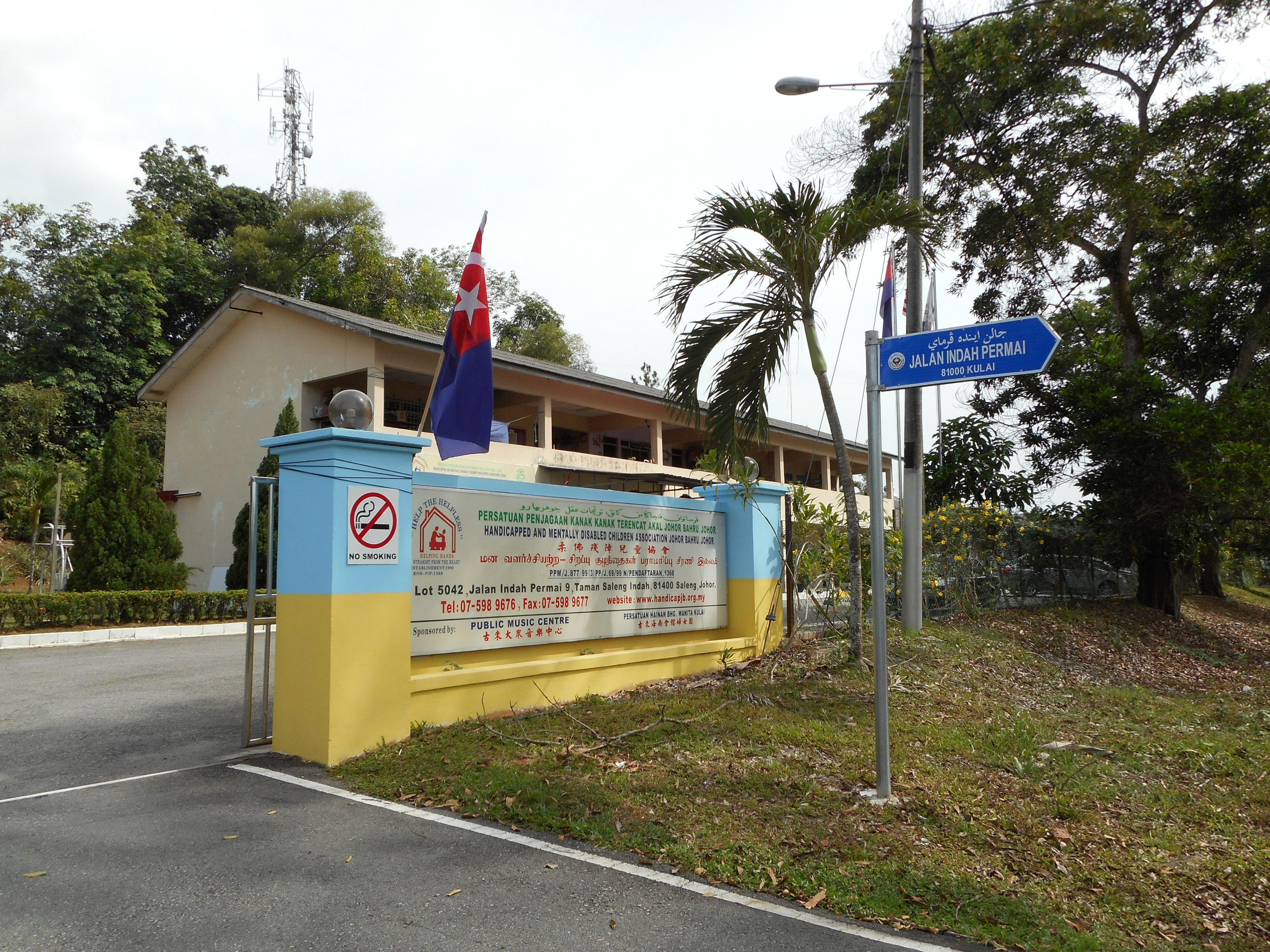
انجمن کودکان معلول و ناتوان ذهنی جوهور بارو، سالنگ، کولای، جوهور، مالزی

اصطلاح نیازهای ویژه افرادی را توصیف می‌کند که از لحاظ تشخیص کلینیکی و رشد عملکردی به خاطر معلولیت‌های پزشکی، ذهنی یا روانی نیاز به کمک داشته باشند. در کتابچهٔ راهنمای تشخیصی و آماری اختلال‌های روانی و نیز ویرایش نهم کتاب طبقه‌بندی بین‌المللی بیماری‌ها رهنمودهای تشخیص بالینی این افراد ارائه شده است. این افراد می‌تواند شامل کسانی شوند که به هر یک از اختلالات طیف اوتیسم، سندرم آسپرگر، فلج مغزی، سندرم داون، خوانش‌پریشی، دیس‌پراکسی، کوری، ناشنوایی، اختلال کم‌توجهی-بیش‌فعالی (ADHD) و فیبروز کیستیک مبتلا باشند. این گروه همچنین می‌تواند شامل شکاف لب و افرادی باشد که پای آنها قطع شده است.
افرادی که نیاز ویژه دارند را می‌توان از نظر شدت وضعیت‌شان در گروه‌های مختلفی دسته‌بندی کرد. دانش‌آموزانی که ضریب هوشی آنها بین ۲۰ تا ۳۵ باشد یک مورد شدید به‌شمار می‌آیند. این دانش‌آموزان معمولاً در مدرسه نیاز به کمک دارند و خدمات متفاوتی در شرایط متفاوت به آنها ارائه می‌شود.
در انگلستان، نیازهای ویژه معمولاً به نیازهای خاص در یک زمینه آموزشی اشاره دارد و از آن با عنوان نیازهای ویژه آموزشی یا نیازهای ویژه آموزشی و معلولیت نام برده می‌شود. در ایالات متحده، ۱۸٫۵ درصد از کودکان زیر ۱۸ سال (بیش از ۱۳٫۵ میلیون کودک) از سال ۲۰۰۵ به مراقبت‌های ویژه درمانی احتیاج داشتند.

## معنای خاص اصطلاح نیازهای ویژه
به‌طور خاص نیازهای ویژه یک اصطلاح حقوقی است که به خانه‌های بهزیستی در ایالات متحده اطلاع می‌شود و از متن قانون فرزندخواندگی و خانواده‌های ایمن مصوب سال ۱۹۹۷ گرفته شده است. این عبارت برای تشخیص طبقه‌بندی کودکان به عنوان آنهایی که نیاز به خدمات «بیشتر» به نسبت آن کودکانی دارند که بدون نیازهای ویژه در خانه‌های بهزیستی نگه‌داری می‌شوند. تشخیص این که فردی نیازهای ویژه دارد مبتنی بر رفتار، خود کودک و پیشینه خانوادگی او است و معمولاً این تشخیص توسط یک متخصص مراقبت‌های بهداشتی انجام می‌شود.